# Strzępiak ciemnowierzchołkowy
Strzępiak ciemnowierzchołkowy (Inocybe phaeodisca Kühn) – gatunek niejadalnych grzybów z rodziny strzępiakowatych (Inocybaceae).

## Systematyka i nazewnictwo
Pozycja w klasyfikacji według Index Fungorum: Inocybe, Inocybaceae, Agaricales, Agaricomycetidae, Agaricomycetes, Agaricomycotina, Basidiomycota, Fungi.
Synonimy łacińskie:
- Inocybe phaeodisca var. diosma Reumaux 1984
- Inocybe phaeodisca var. geophylloides Kühner 1955
- Inocybe phaeodisca Kühner (1955) var. phaeodisca

Nazwę polską zaproponował Władysław Wojewoda w 2003 r. Według W. Wojewody Andrzej Nespiak w monografii o strzępiakach opisał ten gatunek jako strzępiaka odszczepionego (Inocybe descissa (Fr.) Quel. Taksonomicznie sprawa jest zagmatwana. Według Index Fungorum Inocybe descissa (Fr. Quel.) to takson niepewny, synonimem I. phaeodisca jest natomiast I. descissa sensu NCL. 

## Morfologia
Kapelusz
Młody dzwonkowato-wypukły i często z garbkiem, później rozpostarty, w środku jasny, czerwono-brązowy, ku prawie białemu brzegowi włóknisto-łuseczkowaty; do 2 cm średnicy.
Blaszki
Młode – bladoochrowe, później cynamonowe; gęste; z jasnym, delikatnie kosmkowatym ostrzem.
Trzon
Blady, rdzawobrązowy; bardzo ciężki i zwykle wygięty
Miąższ
Biały; bez zapachu, smak łagodny.
Wysyp zarodników
Czerwonobrązowy. 

## Występowanie i siedlisko
Strzępiak ciemnowierzchołkowy notowany jest tylko w niektórych państwach Europy. W Polsce jego występowanie budzi wątpliwości. W piśmiennictwie naukowym do 2003 r. na terenie Polski zanotowano tylko jedno stanowisko w Białowieskim Parku Narodowym (autor nieznany). Andrzej Nespiak opisał ten gatunek, ale nie podał żadnego stanowiska. Znajduje się na Czerwonej liście roślin i grzybów Polski. Ma status V – gatunek zagrożony wyginięciem. Znajduje się na listach gatunków zagrożonych także w Holandii i Niemczech.
Rośnie gromadnie w wilgotnych lasach liściastych, tylko w niektórych okolicach częsty, poza tym rzadki.